# 도쿠시마 문리대학
도쿠시마 문리대학(일본어: 徳島文理大学, Tokushima Bunri University)은 일본의 사립 대학이다. 대학 본부는 도쿠시마현 도쿠시마시 가가와현 사누키시에 있다.